# И вновь любовь…
«И вновь любовь…» — шестнадцатый студийный альбом российской певицы Надежды Кадышевой и ансамбля «Золотое кольцо», выпущенный в 2009 году на лейбле «Квадро-Диск».

## Общая информация
Альбом почти полностью состоит из песен, уже звучавших на момент выхода альбома в эфире радиостанций. Среди таких песен — «Не зови меня, любимый», «Не верится», «Иди навстречу», «Кони белые», «Отгремела гроза» и др. По словам музыкантов, хотя многие песни и поданы по-новому, в некоторых композициях стилистика соответствует ранним альбомам Кадышевой.
Композитором большинства песен на альбоме, за исключением «Катюша» и «Виновата ли я», стал Александр Костюк. Альбом выпущен на лейбле «Квадро-диск».

## Список композиций
1. Не верится
2. Кони белые
3. Заря туманная
4. Улетают листья
5. Рiдна моя, рiдна
6. Отгремела гроза
7. Иволга
8. Не зови меня, любимый
9. Мисяць на нэби
10. Не было бы горя
11. Сердце нельзя обмануть
12. Иди навстречу
13. Виновата ли я (New Version)
14. Катюша (New Version)